# براد دوریف
براد دوریف (انگلیسی: Brad Dourif؛ زادهٔ ۱۸ مارس ۱۹۵۰) یک هنرپیشه اهل ایالات متحده آمریکا است. وی از سال ۱۹۷۵ میلادی تاکنون مشغول فعالیت بوده‌است. وی نامزد جایزه اسکار بهترین بازیگر نقش مکمل مرد برای فیلم دیوانه از قفس پرید در سال ۱۹۷۷ شده‌است
از فیلم‌ها یا برنامه‌های تلویزیونی که وی در آن نقش داشته‌است می‌توان به تل‌ماسه، بازگشت شاه، دروازه بهشت، دو برج، دیوانه از قفس پرید، بیگانه: رستاخیز، مخمل آبی، میسیسیپی می‌سوزد، بازی بچگانه، کشیش، جن‌گیر ۳، آبی وحشی دوردست، رگتایم، رنگ شب، گرفتن .۴۴، ستوان بد: بندر نیواورلئان، آموس و اندرو، بهترین مردان، دستور کار مخفی، ولاد و چشمان لورا مارس اشاره کرد.